# Heinrich Karl Walter
Heinrich Karl Walter (Odesa, 21 de octubre de 1898-Stuttgart, 15 de octubre de 1989) fue un botánico, y explorador, y ecólogo ucraniano-alemán.

## Vida
Era hijo de un médico, aborigen de Odesa. Estudió biología vegetal en la Universidad de Odessa de 1915 a 1917. En 1918, se trasladó a la Universidad de Tartu, donde estudió con Peter Claussen. En 1919, en la Universidad de Jena con Ernst Stahl y William Detmer, completando su Ph.D.
En 1920, trabajó en el Instituto de Investigación Agrícola en Halle. En 1918, hace el doctorado en botánica por la Universidad de Heidelberg, y fue asistente de investigación de Ludwig Jost (1865-1947). Y, en 1923, fue profesor en esa universidad y se convirtió en profesor asociado de Botánica en 1927.
En 1924, se casó con la hija del botánico Heinrich Schenk, Erna Walter. Entre 1929 a 1930, recibió una beca Rockefeller para la exploración de plantas del desierto, con el botánico estadounidense Forrest Shreve en Tucson, AZ, así como con John Ernest Weaver , un ecólogo vegetal, en Lincoln, NB. En 1939, se convirtió en director del Instituto Botánico del Instituto de Tecnología (ahora Universidad) en Stuttgart. A partir de 1933 hasta 1934, y de nuevo a partir de 1937 a 1938, hizo viajes de investigación en África oriental y occidental. En 1941, se convirtió en profesor titular en la Universidad de Poznan, y en 1945 trabajó en el Departamento de Botánica de la Universidad de Agricultura de Stuttgart-Hohenheim, donde finalmente se retiró y se convirtió en profesor emérito en 1966.
Desde 1951 a 1955 fue profesor visitante de botánica en la Universidad de Ankara en Turquía. Murió en Stuttgart en 1989.

## Ley de constancia relativa del hábitat
En 1953, Walter y Erna formularon la Ley constancia relativa del hábitat, que estatuía: 

Si el clima dentro de un distrito residencial o área de una especie vegetal está cambiando en una dirección particular, esa especie se mueve en un hábitat o biotopo que compensa el cambio climático.

## Algunas publicaciones
- *Climate Chart World Atlas en tres entregas, con cerca de 8.000 estaciones climáticas (unos 9.000 diagramas). Fischer, Jena de 1960 a 1967

- Vegetation of the Earth and Ecological Systems of the Geo-biosphere. New York: Springer-Verlag. 1979. ISBN 978-3-540-13748-1

- Confessions of an Ecologist. - Experimentado en ocho décadas y en los viajes de investigación en todos los continentes con conclusiones. Fischer, Stuttgart 1980. 6 1989 edición, ISBN 3-437-30605-7

- Vegetation and Climates: Plan of global ecology. Ulmer, Stuttgart 1999, ISBN 3-8252-0014-0